# Gemärk-hágó
A Gemärk-hágó (németül: Im Gemärk  vagy  Gemärkpass , olaszul: Passo Cimabanche, ladin nyelven Sorabances), egy 1530 m magas, hegyi hágó az olasz Dolomitokban, amelyen az olasz SS 51 főút (Strada de Alemagna) vezet át. 1962-ig a  Dolomit-vasút is itt járt, 1962-es megszüntetésééig. Vízválasztót képez egyfelől (északnyugaton) a Rienz (Rienza) – Eisack (Isarco) – Etsch (Adige) folyórendszer, másfelől (délkeleten) a Boite és Piave vízgyűjtője között.

## Fekvése
A délről észak felé emelkedő Höhlenstein-völgy (a Rienz patak völgye) délen Schluderbach helységnél (1437 m) végződik. Ide nyugatról betorkollik egy kis lejtésű, lapos völgy, amelyet délről a Cristallo-hegység tömbje, északról a Dürrenstein és a Knollknopf déli falai határolnak. A völgy legfelső pontján, 1525 m magasan fekszik a néhány házból álló Cimabanche kistelepülés (németül: Weiler), mellette az Im Gemärk hágótető (1530 m). A hágótól alig száz méterre keletre húzódik Dél-Tirol (Belluno megye) és Veneto (Belluno megye) határa. Cimabanche házai közigazgatásilag már Venetóhoz, Cortina d’Ampezzo városhoz tartoznak. A hágótól északra és keletre eső terület a dél-tiroli Toblach községhez tartozik. A hágó közelében ered a Rufreddo patak, amely a Boite folyóba torkollik.

## Történelme
A 19. századig a Habsburg Birodalom és a Velencei Köztársaság közötti történelmi államhatár a Gemärk-hágón át húzódott. 1829-ben kiépítették a kocsik számára jó járható kövezett főutat, a mai Strada di Alemagna elődjét. Az 1866-ban kitűzött államhatár az Osztrák–Magyar Monarchia és az Olasz Királyság között Haydentől (a mai Cortina d’Ampezzótól) délre, a mai Veneto régió területén, a Sorapiss–Becco di Mezzodì hegyek és a Giau-hágó vonalán húzódott, ez volt az aktuális határvonal az első világháború kitörésekor. 1915 májusában Olaszország a Dolomitokon keresztül is támadást indított, az osztrák hadvezetés Cortinát és az Ampezzói-völgyet védhetetlennek ítélte, a védelmet a Falzarego-hágó – Monte Cristallo – Drei Zinnen jól erődített védvonalára vonták vissza. A Gemärk-hágó, a stratégiai fontosságú Fanes-völgyi utánpótlási útvonallal együtt szilárdan a Monarchia kezén maradt annak ellenére, hogy a közeli Monte Piano fennsíkjáért súlyos harcok folytak. Télen a szűk völgykatlanban mindkét harcoló fél katonái rendszeresen ki voltak téve a lavinaomlásoknak. 1917 végén, a caporettói áttörés után az olaszok az egész Dolomit-frontról visszavonultak, az 1918-as összeomlás után egész Dél-Tirol olasz fennhatóság alá került, Veneto régió határát ismét előretolták a Gemärk hágóig, a volt Tirol területének rovására.

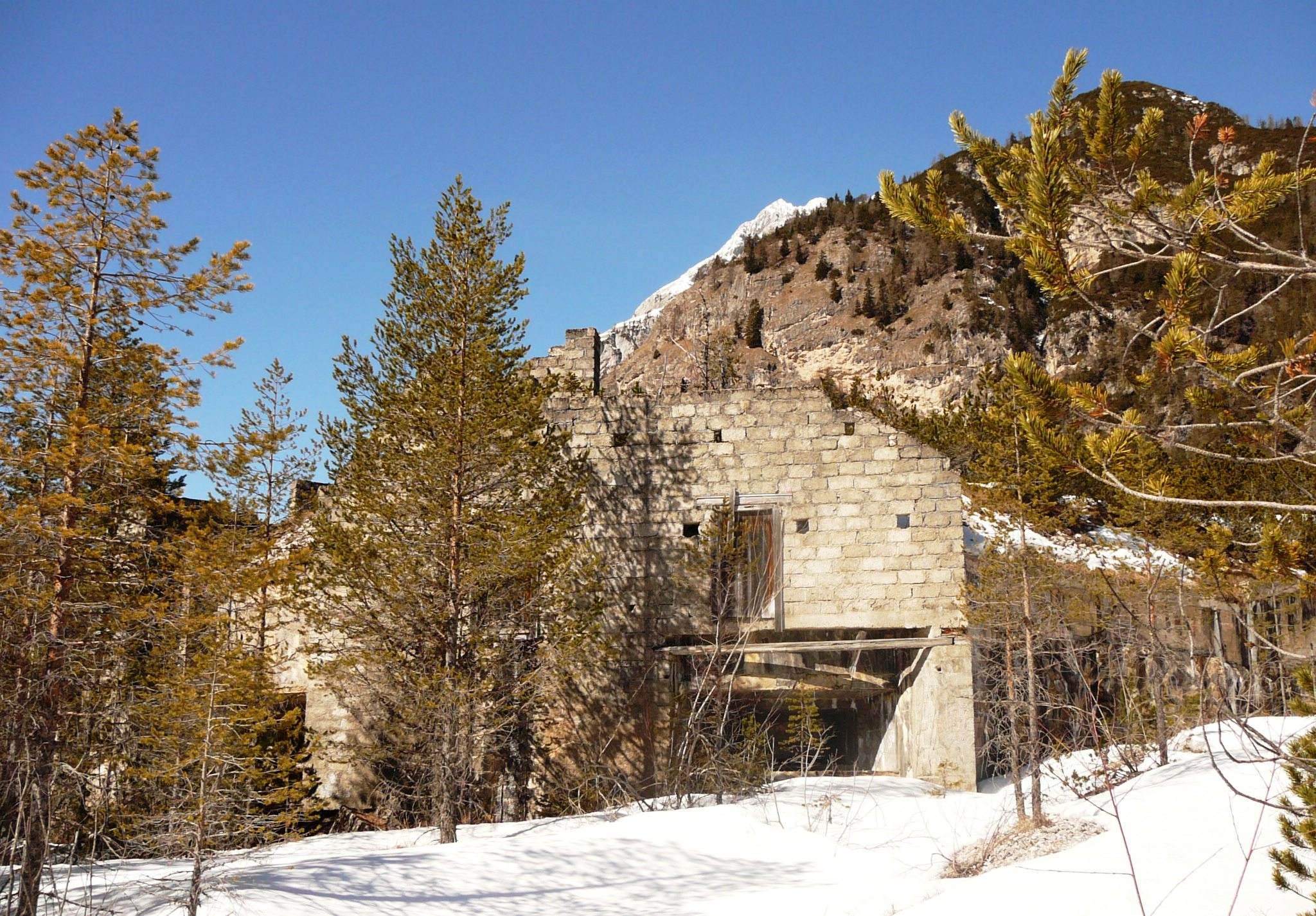
Erődöt álcázó házcsoport romjai

1940 májusában, Ausztria német megszállása és a második világháború kitörése nyomán az olasz kormány nagyarányú erődítési munkákat kezdett a Német Birodalommal (a megszállt Ausztriával) szomszédos hegyvidéken, mivel Mussolini nem bízott Hitler barátságában. A Vallo Alpino („Alpesi védőfal”) keretében a Gemärk-hágó körül, a Freddo-patak völgyében is védelmi vonal épült, melynek neve Sbarramento Passo Cimabanche volt. A sziklába vágott erődökön, tüzérségi bunkereken kívül a hágót keresztülvágó hatalmas tank-elhárító betonárok is épült. A Gemärk-hágó erődítményeivel tovább erősítették az Ampezzói-völgy védelmére korábban kiépített ún. III. védelmi rendszert, amelynek legészakibb előretolt magashegyi állásai a Hohe Gaisl (Croda Rossa d’Ampezzo) hegytömb oldalában voltak, 1900–1950 m magasságban. Ezek az erődök sohasem vettek részt harcban, ma elhagyatva állnak, az első világháborús állások mellett, érdeklődő túrázók örömére.

## Közlekedése
A hágó alacsony magassága és a hozzá vezető völgyek völgyek enyhe emelkedése lehetővé tette, hogy a hágót már az ősi időktől fogva használják átkelésre, málhás áruszállításra a Höhlenstein-völgy és a Boite-völgy (az Ampezzói-völgy) között. 1829-ben kövezett utat építettek a hágón keresztül, a „Németországba vezető országutat” (strada di Alemagna). A mai modern közforgalmú főút, az olasz SS 51-es, északról a Höhlenstein-völgyből érkezik ide, és a hágón át délnyugat felé folytatódik. A nemzetközi jelentőségű kereskedelmi főútvonalon igen nagy a teherforgalom. Az „Alemagna” a Puster-völgyön át a német és osztrák áruforgalom Treviso és Velence felé irányuló részét bonyolítja. Autópályává való kiépítésének szándéka időről időre felmerül. Mivel természetvédelmi területeken át halad, a környezetvédők (2017-ig) sikeresen megakadályozták az építkezést. A völgyben a legközelebbi helység Schluderbach (olasz nevén Carbonin), a hágótetőtől nyugatra, kb. 3 km-re.
A délnek tartó SS 51 főút Schluderbach előtt kétfelé ágazik, a Monte Cristallo masszívumot a két út két oldalról kerüli ki. Maga az SS 51 délnyugatnak fordulva a Gemärk-hágón át az Rufreddo-patak majd a Boite folyó völgyén (a Felső-Ampezzói-völgyön) át megy Cortina d’Ampezzo felé, nyugat felől kerülve Monte Cristallót és a Pomagagnon hegyláncot, és Fiames községen keresztül jut Cortinába. A keleti irányban kiágazó SS 48bis főútvonal délkelet felé indul a Popena-völgyben a Misurina-tó felé, kelet felől kerülve a Monte Cristallót. A Gemärk-hágó keleti „párján”, az 1809 m magas Tre Croci-hágónál az SS48bis becsatlakozik az Auronzo di Cadore felől jövő SS 48 főútvonalba. A Cristallót közrefogó két főút Cortinában találkozik ismét össze, innen az SS51-es tovább halad dél felé, a Boite-völgyön át jut el a Piave-völgybe, Calalzóba és (ma már A27-es autópályaként) San Vendemianóba (Treviso megye).

## Az egykori Dolomit-vasút állomása

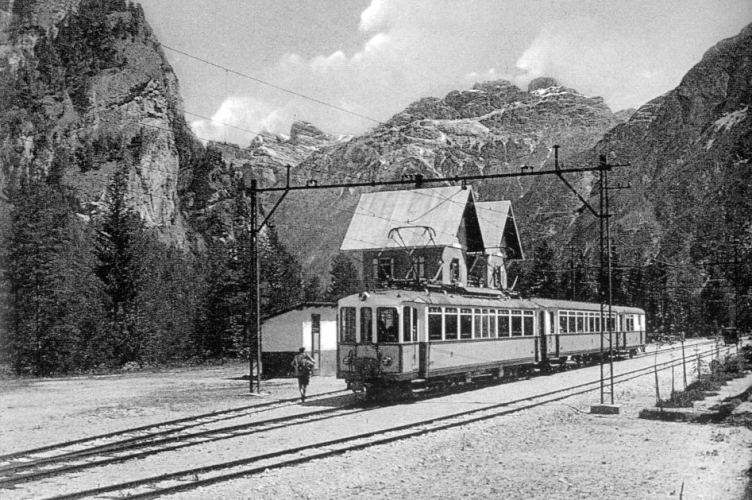
A Dolomit-vasút schluderbachi megállója (1930-as évek)

Az Boite-völgyi frontszakasz ellátására az osztrákok Toblach és Cortina d’Ampezzo között katonai vasútvonalat építettek ki. A Dolomit-vasút (Dolomitenbahn) egyik állomása a Gemärk-hágóban volt, Cimabanche néven. (A két szomszédos állomás Schluderbach és Hospiz/Ospitale voltak.) Az 1917-es caporettói áttörés után az osztrákok a vonalat a bellunói frontszakaszig tovább építették. Az 1918-as összeomlás után az egész Dolomitok Olaszországhoz került, a történelmi Habsburg–velencei határ helyén ma Dél-Tirol (Bolzano megye) és Belluno megye határvonala húzódik. A két világháború között a Dolomit-vasútvonalat az olaszok civil vasútvonalként üzemeltették. 1962. március 13-án a vasútüzemet leállították, a vonalat felszámolták.
A Dolomit-vasút nyomvonalát teljes hosszában a felszínen, a közúttal párhuzamosan vezették, alagutak és nagyobb völgyhidak nélkül. Cimabanche állomáson kitérő vágányok is voltak. A régi vasútállomás épülete ma is megvan, magántulajdonban.
A felszámolt vasútvonal nyomvonalának teljes hosszában kerékpáros túraútvonalat építettek ki, „Dolomiti hosszú út” néven (Langer Weg der Dolomiten / Lunga Via delle Dolomiti), melynek teljes hossza 62 km, Toblachtól a Höhlenstein-völgyön, a Gemärk-gágón és Cortina d’Ampezzón keresztül a Piave-völgyében fekvő Calalzóig. A kerékpárút egyes szakaszait télen sífutópályának használják.